# 1976年インスブルックオリンピックのスイス選手団
1976年インスブルックオリンピックのスイス選手団（1976ねんインスブルックオリンピックのスイスせんしゅだん）は、1976年2月4日から2月15日まで、オーストリアのインスブルックで開催された1976年インスブルックオリンピックのスイス選手団、およびその競技結果。

## 概要
今大会は金メダル1個、銀メダル3個、銅メダル1個の合計7個のメダルを獲得した。

## メダル
| メダル | 選手名                                                                          | 競技           | 種目        |
| ------ | ------------------------------------------------------------------------------- | -------------- | ----------- |
| 金     | ハイニ・ヘンミ                                                                  | アルペンスキー | 男子大回転  |
| 銀     | ベルンハルト・ルッシ                                                            | アルペンスキー | 男子滑降    |
| 銀     | エルンスト・ゴート                                                              | アルペンスキー | 男子大回転  |
| 銀     | エーリヒ・シェーラー ウルリッヒ・ベッヒュリ ルドルフ・マルティ ヨーゼフ・ベンツ | ボブスレー     | 男子4人乗り |
| 銅     | エーリヒ・シェーラー ヨーゼフ・ベンツ                                           | ボブスレー     | 男子2人乗り |